# Myśliczek żółtonogi
Myśliczek żółtonogi (Stenus flavipes) – gatunek chrząszcza z rodziny kusakowatych i podrodziny myśliczków (Steninae).
Gatunek ten został opisany w 1833 roku przez Jamesa Francisa Stephensa.
Chrząszcz o biało owłosionym, słabo błyszczącym, smukłym ciele długości około 3 mm. Przedplecze ma pozbawione jest podłużnej bruzdy środkowej. Odnóża ubarwione są żółto. Krótkie i szerokie tylne stopy są co najwyżej trochę dłuższe od połowy goleni. Czwarty człon stóp jest sercowato wycięty.
Owad palearktyczny, rozprzestrzeniony od Wysp Brytyjskich, środkowej Szwecji i południowej Finlandii na północy po kraje śródziemnomorskie na południu oraz Syberię i Kaukaz na wschodzie. W Polsce rzadki. Zasiedla wilgotne łąki, leśne mokradła i pobrzeża wód, gdzie przebywa w ściółce, mchach, napływkach i szczątkach roślinnych.